# Contra reloj (álbum de Enanitos Verdes)
Contra reloj es el segundo álbum de estudio de la banda de rock argentina Enanitos Verdes, que salió al mercado en el año 1986 a través de CBS.
Es uno de los discos más exitosos de la banda.

## Detalles
Este trabajo fue producido por Andrés Calamaro, y se grabó entre mayo y junio de 1986 en los Estudios Panda de Buenos Aires.
La primera canción del disco, «La muralla verde», se convertiría en su primer gran éxito y en una de las mejores canciones del rock argentino. Otros éxitos de la banda que aparecen en este trabajo son «Tus viejas cartas», «Cada vez que digo adiós» y «Simulacro de tensión», este último con considerable difusión radial en Argentina.
A principios de los 90s, Sony Music Argentina editó este álbum en CD por primera vez, y en 2016 lo reeditó en vinilo.

## Lista de canciones
| Contra reloj |                              |                                   |          |  |
| N.º          | Título                       | Escritor(es)                      | Duración |  |
| 1.           | «La muralla verde»           | Marciano Cantero · Daniel Piccolo | 2:40     |  |
| 2.           | «Conciencia contra reloj»    | Tito Dávila · Guillermo Giaquinta | 2:57     |  |
| 3.           | «Cada vez que digo adiós»    | Marciano Cantero                  | 3:52     |  |
| 4.           | «Tus viejas cartas»          | Marciano Cantero                  | 3:28     |  |
| 5.           | «La luz del río»             | Tito Dávila · Felipe Staiti       | 3:34     |  |
| 6.           | «Simulacro de tensión»       | Tito Dávila                       | 2:30     |  |
| 7.           | «Sólo dame otra oportunidad» | Marciano Cantero                  | 4:31     |  |
| 8.           | «Luchas de poder»            | Tito Dávila                       | 3:04     |  |
| 9.           | «Es una máquina»             | Marciano Cantero                  | 3:38     |  |
| 10.          | «Algo terminó mal»           | Tito Dávila                       | 4:11     |  |

## Músicos
Enanitos Verdes
- Marciano Cantero – voz principal y coros, bajo.
- Tito Dávila – voz principal en «Algo terminó mal» y coros, sintetizadores
- Felipe Staiti – guitarra eléctrica y acústica.
- Daniel Piccolo – batería y caja de ritmos.

Invitados
- Alfredo Desiata – saxofón.
- Andrés Calamaro – sintetizadores, percusiones, samplers y coros.